# Lääz Rockit
Lääz Rockit (englische Aussprache ohne Heavy-Metal-Umlaute) ist eine US-amerikanische Heavy-Metal-Band.
Die Band wurde 1982 von Michael Coons und Aaron Jellum in der kalifornischen Stadt Berkeley gegründet. Nachdem sie einige Auftritte mit verschiedenen Musikern hatten, stießen 1983 Gitarrist Phil Kettner und Schlagzeuger Victor Agnello zur Band. Im selben Jahr trat auch Bassist Willy Lange der Band bei. Mit dieser Besetzung nahm die Band vier Alben auf. Ebenfalls 1983 unterschrieb die Band einen Plattenvertrag bei Target Entertainment und 1984 veröffentlichten Lääz Rockit ihr erstes Album City’s Gonna Burn.
1985 veröffentlichte die Band das zweite Album No Stranger to Danger. Ein Jahr später, 1986, traten sie das erste Mal in Europa im Vorprogramm von Motörhead auf.
Im Jahre 1989 verließen Lange, Kettner und Agnello aus verschiedenen Gründen die Band. Coons und Jellum nahmen zu zweit zwei weitere Alben auf und gaben auch weiterhin Konzerte. 1992 gaben Lääz Rockit ihr letztes Konzert in Japan. Danach benannte sich die Band in Gack um. Als Gack veröffentlichten sie ein Album, lösten sich aber kurz danach auf.
Nach 13 Jahren traten Lääz Rockit in Originalbesetzung auf dem Dynamo-Open-Air-Festival 2005 auf. 2006 erschien die DVD Live Untold.

## Diskografie
- 1984: City’s Gonna Burn
- 1985: No Stranger to Danger
- 1987: Know Your Enemy
- 1989: Annihilation Principle
- 1991: Nothing’$ $acred
- 1991: Taste of Rebellion (Live)
- 2006: Live Untold (DVD, Livedoku)
- 2008: Left for Dead